# Aplonis crassa
Aplonis crassa là một loài chim trong họ Sturnidae.